# Hombres G (álbum)
Hombres G es el primer del álbum de estudio de la banda de Rock Hombres G, publicado el 11 de marzo de 1985.

## Información
Hombres G fue el primer álbum publicado por Hombres G. Fue grabado en los estudios TRAK durante la nevada que aconteció en Madrid, en enero de 1985. Este disco fue mezclado y grabado en tan solo nueve días. Sin embargo, durante un mes antes se estuvieron haciendo los preparativos para la grabación del álbum, con el fin de ahorrar tiempo y dinero a la compañía discográfica, ya que en esos momentos el presupuesto del que disponían era más bien pequeño.

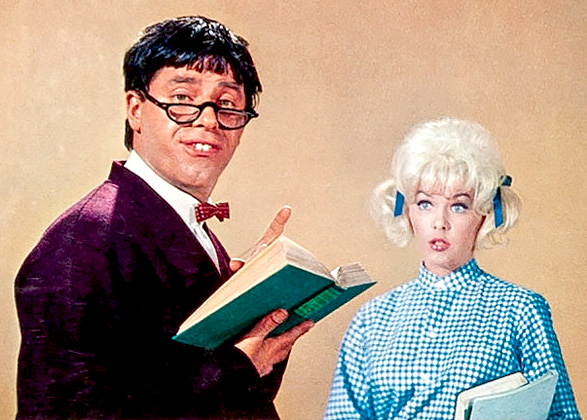
Los actores estadounidenses Jerry Lewis y Stella Stevens fueron parte del arte para la portada del álbum. Esta es una fotografía publicitaria de la película The Nutty Professor (1963), misma de la que se derivo la imagen usada para la cubierta del disco.

Para incluir en este álbum, el grupo realizó una selección de diez canciones de un total de veinticinco que habían ido tocando en clubes y salas de conciertos de Madrid. La selección no fue fácil y algunas de las canciones, que posteriormente serían de las más conocidas, quedaron en la recámara para un segundo álbum. La grabación comenzó el 7 de enero de 1985. Durante los dos primeros días se grabaron las baterías de los diez temas que compondrían el disco. Los dos siguientes días se utilizaron para grabar bajos y guitarras. El quinto día se metieron los teclados y el piano de «Venezia». Se empleó un día más para terminar las guitarras y comenzar a grabar las voces. Tras siete días de grabación, en tan solo dos días más se realizaron todas las mezclas.
Ya, el 17 de enero, después de nueve días, el disco estaba listo para salir al mercado. Se editó el 11 de marzo, después de tres sencillos (Devuélveme a mi chica, Venezia y Dejad que las niñas se acerquen a mí).
El 24 de octubre de 1985 fue certificado disco de oro en España por las más de 50.000 copias vendidas, algo inimaginable cuando se empezó a grabar la primera nota. Este es uno de los discos preferidos de Hombres G ya que les abrió muchas puertas y fue su primera experiencia grabando un álbum completo. Acabaría vendiendo más de 400.000 ejemplares, una cifra récord para la época.
Cabe destacar como músicos invitados durante la grabación de este álbum a Pepe «El Víbora» con su saxo tenor y Susana Aguilar interpretando los coros de «Venezia». Por otro lado hay que reseñar que Javi Molina (batería de Hombres G) interpreta como voz solista la canción «No te puedo besar» y también la introducción tipo Ópera de Venezia. «Piti» es el encargado de grabar todos los bajos del disco y en el tema «Sin ti», Dani Mezquita (guitarrista del grupo) es el encargado de tocar el bajo.
Ocupa el lugar 98 de los 250 mejores discos de rock iberoamericano según la revista norteamericana Al Borde

## Lista de canciones
| N.º   | Título                                                         | Escritor(es)                                                                                                | Duración |  |
| 1.    | «Venezia»                                                      | David Summers                                                                                               | 4:32     |  |
| 2.    | «Vuelve a mí»                                                  | David Summers                                                                                               | 3:19     |  |
| 3.    | «Dejad que las niñas se acerquen a mí»                         | David Summers                                                                                               | 4:07     |  |
| 4.    | «Hace un año»                                                  | David Summers, Daniel Mezquita                                                                              | 4:02     |  |
| 5.    | «No lloraré» (I Never Cry del álbum Alice Cooper Goes to Hell) | Alice Cooper, Dick Wagner Adaptación: David Summers                                                         | 3:37     |  |
| 6.    | «Devuélveme a mi chica»                                        | David Summers                                                                                               | 3:14     |  |
| 7.    | «Matar a Castro»                                               | David Summers                                                                                               | 3:52     |  |
| 8.    | «Lawrence de Arabia»                                           | David Summers                                                                                               | 2:54     |  |
| 9.    | «No te puedo besar»                                            | David Summers                                                                                               | 3:45     |  |
| 10.   | «Sin ti» (Reality)                                             | Vladimir Corma, Jeff Jordan Grabado por primera vez por Richard Sanderson en 1980 Adaptación: David Summers | 4:40     |  |
| 38:05 |                                                                | |          |  |

## Créditos
- David Summers – voz, bajo
- Rafa Gutiérrez – guitarra
- Daniel Mezquita – guitarra
- Javier Molina – batería